# Coucal vert
Centropus viridis
Espèce
Statut de conservation UICN

 LC  : Préoccupation mineure
Le Coucal vert (Centropus viridis) est une espèce de coucal, oiseau de la famille des Cuculidae, endémique des Philippines.

## Sous-espèces
Cet oiseau est représenté par 4 sous-espèces :
- Centropus viridis carpenteri Mearns, 1907 ;
- Centropus viridis major Parkes & Niles, 1988 ;
- Centropus  viridis mindorensis (Steere, 1890) ;
- Centropus  viridis viridis (Scopoli, 1786).